# Sportroccia
Sportroccia (ang. Sportroccia) – międzynarodowe zawody wspinaczkowe organizowane były przez włoskie kluby alpejskie (zrzeszone w ACSC) oraz Międzynarodową Federację Związków Alpinistycznych (UIAA) w latach 1985–1989 w rejonie Piemontu w miejscowości Bardonecchia.
Pierwsza edycja Sportroccia została zorganizowana w 1985 roku z inicjatywy Andrei Mellano, członka Włoskiego Akademickiego Klubu Alpejskiego oraz dziennikarza, pisarza oraz wspinacza himalaistę Emmanuela Cassary. Wspinaczki odbywały się na naturalnych zboczach Valle Stretta, a nie na sztucznych ścianach to sprawiło, że organizatorzy mieli problemy z organizacją poszczególnych konkurencji, które ostatecznie doprowadziły do przeniesienia zawodów wspinaczkowych na stałe do Arco.

## Edycje Sportroccia

### Sportroccia '85
Zawody zostały rozegrane w dniach 5–7.07.1985
| Mężczyźni | Mężczyźni       |         | Kobiety              | Kobiety |
| Miejsce   | Zawodnik        | Miejsce | Zawodniczka          |         |
|           |                 |         |                      |         |
| złoto     | Stefan Glowacz  | złoto   | Catherine Destivelle |         |
| srebro    | Jacky Godoffe   | srebro  | Luisa Iovane         |         |
| brąz      | Thierry Renault | brąz    | Martine Rolland      |         |

### Sportroccia '86
Zawody zostały rozegrane w dniach 11–13.07.1986
| Mężczyźni | Mężczyźni        |         | Kobiety              | Kobiety |
| Miejsce   | Zawodnik         | Miejsce | Zawodniczka          |         |
|           |                  |         |                      |         |
| złoto     | Patrick Edlinger | złoto   | Catherine Destivelle |         |
| srebro    | Ben Moon         | srebro  | Lynn Hill            |         |
| brąz      | Jacky Godoffe    | brąz    | Isabelle Patissier   |         |

### Sportroccia '88
Zawody zostały rozegrane w dniach 15–17.07.1988
| Mężczyźni | Mężczyźni             |         | Kobiety              | Kobiety |
| Miejsce   | Zawodnik              | Miejsce | Zawodniczka          |         |
|           |                       |         |                      |         |
| złoto     | Didier Raboutou       | złoto   | Catherine Destivelle |         |
| srebro    | Jean-Baptiste Tribout | srebro  | Isabelle Patissier   |         |
| brąz      | Arnould T'Kint        | brąz    | Luisa Iovane         |         |

### Sportroccia '89
Zawody zostały rozegrane w dniach 14–16.07.1989
| Mężczyźni | Mężczyźni       |         | Kobiety         | Kobiety |
| Miejsce   | Zawodnik        | Miejsce | Zawodniczka     |         |
|           |                 |         |                 |         |
| złoto     | Simon Nadin     | złoto   | Nanette Raybaud |         |
| srebro    | Jerry Moffatt   | srebro  | Corinne Labrune |         |
| brąz      | Didier Raboutou | brąz    | Luisa Iovane    |         |